# Ariathisa plaesiospila
Ariathisa plaesiospila là một loài bướm đêm trong họ Noctuidae.